# Hollandia a 2011-es úszó-világbajnokságon
Hollandia a 2011-es úszó-világbajnokságon 43 sportolóval vett részt.

## Érmesek
|    | Nemzet    | Arany | Ezüst | Bronz | Összesen |
| 9. | Hollandia | 2     | 1     | 3     | 6        |

| Érem      | Név                                                                                | Sport | Esemény                        | Dátum      |
| --------- | ---------------------------------------------------------------------------------- | ----- | ------------------------------ | ---------- |
| Aranyérem | Inge Dekker Ranomi Kromowidjojo Marleen Veldhuis Femke Heemskerk Maud van der Meer | Úszás | Női 4 × 100 méteres gyorsváltó | július 24. |
| Aranyérem | Inge Dekker                                                                        | Úszás | Női 50 méteres pillangóúszás   | július 30. |
| Ezüstérem | Ranomi Kromowidjojo                                                                | Úszás | Női 50 méteres gyorsúszás      | július 31. |
| Bronzérem | Ranomi Kromowidjojo                                                                | Úszás | Női 100 méteres gyorsúszás     | július 29. |
| Bronzérem | Sharon van Rouwendaal                                                              | Úszás | Női 200 méteres hátúszás       | július 24. |
| Bronzérem | Marleen Veldhuis                                                                   | Úszás | Női 50 méteres gyorsúszás      | július 31. |

## Műugrás
Férfi
| Versenyző(k)                     | Esemény                       | Selejtező | Selejtező | Elődöntő          | Elődöntő          | Döntő             | Döntő             |
| Versenyző(k)                     | Esemény                       | Pont      | Helyezés  | Pont              | Helyezés          | Pont              | Helyezés          |
| -------------------------------- | ----------------------------- | --------- | --------- | ----------------- | ----------------- | ----------------- | ----------------- |
| Yorick de Bruijn                 | Férfi 1 méteres műugrás       | 288.20    | 29        |                   |                   | Nem jutott tovább | Nem jutott tovább |
| Yorick de Bruijn                 | Férfi 3 méteres műugrás       | 355.25    | 37        | Nem jutott tovább | Nem jutott tovább | Nem jutott tovább | Nem jutott tovább |
| Ramon de Meijer                  | Férfi 3 méteres műugrás       | 335.55    | 41        | Nem jutott tovább | Nem jutott tovább | Nem jutott tovább | Nem jutott tovább |
| Yorick de Bruijn Ramon de Meijer | Férfi 3 méteres szinkronugrás | 350.10    | 13        |                   |                   | Nem jutott tovább | Nem jutott tovább |

Női
| Versenyző   | Esemény               | Selejtező | Selejtező | Elődöntő          | Elődöntő          | Döntő             | Döntő             |
| Versenyző   | Esemény               | Pont      | Helyezés  | Pont              | Helyezés          | Pont              | Helyezés          |
| ----------- | --------------------- | --------- | --------- | ----------------- | ----------------- | ----------------- | ----------------- |
| Inge Jansen | Női 1 méteres műugrás | 241.95    | 18        |                   |                   | Nem jutott tovább | Nem jutott tovább |
| Inge Jansen | Női 3 méteres műugrás | 273.30    | 20        | Nem jutott tovább | Nem jutott tovább | Nem jutott tovább | Nem jutott tovább |

## Hosszútávúszás
Női
| Versenyző     | Esemény                           | Döntő     | Döntő    |
| Versenyző     | Esemény                           | Idő       | Helyezés |
| ------------- | --------------------------------- | --------- | -------- |
| Linsy Heister | Női 10 kilométeres hosszútávúszás | 2:02:33.6 | 20       |
| Linsy Heister | Női 25 kilométeres hosszútávúszás | DNS       | DNS      |

## Úszás
Férfi
| Versenyző(k)                                                               | Esemény                            | Selejtező | Selejtező | Elődöntő          | Elődöntő          | Döntő             | Döntő             |
| Versenyző(k)                                                               | Esemény                            | Idő       | Helyezés  | Idő               | Helyezés          | Idő               | Helyezés          |
| -------------------------------------------------------------------------- | ---------------------------------- | --------- | --------- | ----------------- | ----------------- | ----------------- | ----------------- |
| Sebastiaan Verschuren                                                      | Férfi 100 méteres gyorsúszás       | 48.60     | 7 Q       | 48.41             | 6 Q               | 48.27             | 8                 |
| Sebastiaan Verschuren                                                      | Férfi 200 méteres gyorsúszás       | 1:46.53   | 2 Q       | 1:47.52           | 9                 | Nem jutott tovább | Nem jutott tovább |
| Joost Reijns                                                               | Férfi 200 méteres gyorsúszás       | 1:49.56   | 30        | Nem jutott tovább | Nem jutott tovább | Nem jutott tovább | Nem jutott tovább |
| Job Kienhuis                                                               | Férfi 800 méteres gyorsúszás       | 7:52.63   | 10        |                   |                   | Nem jutott tovább | Nem jutott tovább |
| Job Kienhuis                                                               | Férfi 1500 méteres gyorsúszás      | 15:05.27  | 10        |                   |                   | Nem jutott tovább | Nem jutott tovább |
| Bastiaan Lijesen                                                           | Férfi 50 méteres hátúszás          | 25.33     | 14 Q      | 25.51             | 15                | Nem jutott tovább | Nem jutott tovább |
| Bastiaan Lijesen                                                           | Férfi 100 méteres hátúszás         | 55.09     | 29        | Nem jutott tovább | Nem jutott tovább | Nem jutott tovább | Nem jutott tovább |
| Nick Driebergen                                                            | Férfi 100 méteres hátúszás         | 54.30     | 14 Q      | 53.98             | 11                | Nem jutott tovább | Nem jutott tovább |
| Nick Driebergen                                                            | Férfi 200 méteres hátúszás         | 1:58.10   | 9 Q       | 1:58.08           | 9                 | Nem jutott tovább | Nem jutott tovább |
| Lennart Stekelenburg                                                       | Férfi 50 méteres mellúszás         | 27.95     | 15 Q      | 27.51             | 5 Q               | 27.65             | 7                 |
| Lennart Stekelenburg                                                       | Férfi 100 méteres mellúszás        | 1:00.86   | 16 Q      | 1:00.50           | 11                | Nem jutott tovább | Nem jutott tovább |
| Lennart Stekelenburg                                                       | Férfi 200 méteres mellúszás        | 2:12.69   | 13 Q      | 2:11.72           | 11                | Nem jutott tovább | Nem jutott tovább |
| Joeri Verlinden                                                            | Férfi 50 méteres pillangóúszás     | 23.96     | 16 Q      | 23.73             | 14                | Nem jutott tovább | Nem jutott tovább |
| Joeri Verlinden                                                            | Férfi 100 méteres pillangóúszás    | 52.27     | 9 Q       | 51.97             | 8 Q               | 52.21             | 7                 |
| Nick Driebergen Lennart Stekelenburg Joeri Verlinden Sebastiaan Verschuren | Férfi 4 × 100 méteres vegyes váltó | 3:34.59   | 3 Q       |                   |                   | 3:34.11           | 5                 |

Női
| Versenyző(k)                                                                        | Esemény                          | Selejtező | Selejtező | Elődöntő          | Elődöntő          | Döntő               | Döntő               |
| Versenyző(k)                                                                        | Esemény                          | Idő       | Helyezés  | Idő               | Helyezés          | Idő                 | Helyezés            |
| ----------------------------------------------------------------------------------- | -------------------------------- | --------- | --------- | ----------------- | ----------------- | ------------------- | ------------------- |
| Ranomi Kromowidjojo                                                                 | Női 50 méteres gyorsúszás        | 25.03     | 6 Q       | 24.56             | 1 Q               | 24.27               | Ezüstérem           |
| Ranomi Kromowidjojo                                                                 | Női 100 méteres gyorsúszás       | 54.10     | 3 Q       | 53.94             | 5 Q               | 53.66               | Bronzérem           |
| Marleen Veldhuis                                                                    | Női 50 méteres gyorsúszás        | 25.01     | 5 Q       | 24.88             | 6 Q               | 24.49               | Bronzérem           |
| Marleen Veldhuis                                                                    | Női 50 méteres pillangóúszás     | 26.50     | 12 Q      | 26.61             | 14                | Nem jutott tovább   | Nem jutott tovább   |
| Femke Heemskerk                                                                     | Női 100 méteres gyorsúszás       | 53.75     | 1 Q       | 53.67             | 2 Q               | 53.72               | 4                   |
| Femke Heemskerk                                                                     | Női 200 méteres gyorsúszás       | 1:57.43   | 6 Q       | 1:55.54           | 1 Q               | 1:57.63             | 7                   |
| Sharon van Rouwendaal                                                               | Női 100 méteres hátúszás         | 1:00.61   | 9 Q       | 1:00.14           | 11                | Did not advance     | Did not advance     |
| Sharon van Rouwendaal                                                               | Női 100 méteres hátúszás         | 2:09.65   | 9 Q       | 2:08.42           | 6 Q               | 2:07.78             | Bronzérem           |
| Moniek Nijhuis                                                                      | Női 50 méteres mellúszás         | 31.40     | 10 Q      | 31.40             | 7 Q               | 31.33               | 7                   |
| Moniek Nijhuis                                                                      | Női 100 méteres mellúszás        | 1:08.16   | 12 Q      | 1:07.60           | 8 Q               | 1:07.97             | 8                   |
| Tessa Brouwer                                                                       | Női 200 méteres mellúszás        | 2:34.93   | 29        | Nem jutott tovább | Nem jutott tovább | Nem jutott tovább   | Nem jutott tovább   |
| Inge Dekker                                                                         | Női 50 méteres pillangóúszás     | 26.32     | 7 Q       | 25.78             | 2 Q               | 25.71               | Aranyérem           |
| Inge Dekker                                                                         | Női 100 méteres pillangóúszás    | 58.53     | 11 Q      | 58.70             | 13                | Nem jutott tovább   | Nem jutott tovább   |
| Inge Dekker Ranomi Kromowidjojo Marleen Veldhuis Femke Heemskerk Maud van der Meer* | Női 4 × 100 méteres gyorsváltó   | 3:35.76   | 2 Q       |                   |                   | 3:33.96             | Aranyérem           |
| Femke Heemskerk Moniek Nijhuis Inge Dekker Maud van der Meer                        | Női 4 × 100 méteres vegyes váltó | 4:03.20   | 11        |                   |                   | Nem jutottak tovább | Nem jutottak tovább |

- * Csak a selejtezőben úszott

## Szinkronúszás
Női
| Versenyzők | Esemény               | Selejtező | Selejtező | Döntő               | Döntő               |
| Versenyzők | Esemény               | Pont      | Helyezés  | Pont                | Helyezés            |
| --- | --------------------- | --------- | --------- | ------------------- | ------------------- |
| Elisabeth Sneeuw Nicolien Wellen | Páros rövid program   | 83.700    | 18        | Nem jutottak tovább | Nem jutottak tovább |
| Elisabeth Sneeuw Nicolien Wellen | Páros szabad program  | 85.570    | 16        | Nem jutottak tovább | Nem jutottak tovább |
| Vreni de Fluiter Christel de Kock Tina Dermois Stephanie Gillisse Rynske Keur Elisabeth Sneeuw Nadine Struijk Nicolien Wellen                                  | Csapat rövid program  | 83.900    | 13        | Nem jutottak tovább | Nem jutottak tovább |
| Vreni de Fluiter Christel de Kock Stephanie Gillisse Anouk Horrevorts Rynske Keur Elisabeth Sneeuw Nadine Struijk Nicolien Wellen                              | Csapat szabad program | 85.070    | 13        | Nem jutottak tovább | Nem jutottak tovább |
| Vreni de Fluiter Margot de Graaf Christel de Kock Tina Dermois Stephanie Gillisse Anouk Horrevorts Rynske Keur Elisabeth Sneeuw Nadine Struijk Nicolien Wellen | Kombinációs kűr       | 84.430    | 8 Q       | 85.440              | 9                   |

Tartalék
- Christina Maat

## Vízilabda

### Női

#### A csoport
| Csapat           | M | Gy | D | V | G+ | G– | Gk  | P |
| ---------------- | - | -- | - | - | -- | -- | --- | - |
| Egyesült Államok | 3 | 2  | 1 | 0 | 37 | 18 | +19 | 5 |
| Hollandia        | 3 | 1  | 2 | 0 | 29 | 19 | +10 | 4 |
| Magyarország     | 3 | 1  | 1 | 1 | 37 | 31 | +6  | 3 |
| Kazahsztán       | 3 | 0  | 0 | 3 | 13 | 48 | −35 | 0 |

| 2011. július 17. 09:30 | Hollandia            | 7 – 7       | Egyesült Államok | Sanghaj Nézőszám: 700 Játékvezetők: Caputi (ITA), Margeta (SLO) |
| 2011. július 17. 09:30 | (1–1, 2–2, 3–2, 1–2) |             |                  | Sanghaj Nézőszám: 700 Játékvezetők: Caputi (ITA), Margeta (SLO) |
| 2011. július 17. 09:30 | Vermeer 3            | Jegyzőkönyv | Wenger 3         | Sanghaj Nézőszám: 700 Játékvezetők: Caputi (ITA), Margeta (SLO) |

| 2011. július 19. 19:40 | Hollandia            | 13 – 3      | Kazahsztán | Sanghaj Nézőszám: 500 Játékvezetők: Cabral (BRA), Wengenroth (SUO) |
| 2011. július 19. 19:40 | (4–1, 3–1, 3–0, 3–1) |             |            | Sanghaj Nézőszám: 500 Játékvezetők: Cabral (BRA), Wengenroth (SUO) |
| 2011. július 19. 19:40 | Vermeer 4            | Jegyzőkönyv | Gricenko 2 | Sanghaj Nézőszám: 500 Játékvezetők: Cabral (BRA), Wengenroth (SUO) |

| 2011. július 21. 13:30 | Hollandia            | 9 – 9       | Magyarország | Sanghaj Nézőszám: 300 Játékvezetők: Caputi (ITA), Williams (NZL) |
| 2011. július 21. 13:30 | (3–1, 0–0, 3–3, 3–5) |             |              | Sanghaj Nézőszám: 300 Játékvezetők: Caputi (ITA), Williams (NZL) |
| 2011. július 21. 13:30 | Cabout, van Belkum 4 | Jegyzőkönyv | Bujka 3      | Sanghaj Nézőszám: 300 Játékvezetők: Caputi (ITA), Williams (NZL) |

#### A negyeddöntőbe jutásért
| 27. mérkőzés 2011. július 23. 12:10 | Hollandia            | 14 – 6      | Új-Zéland          | Sanghaj Nézőszám: 350 Játékvezetők: Balfanbajev (KAZ), Cabral (BRA) |
| 27. mérkőzés 2011. július 23. 12:10 | (6–2, 2–0, 3–3, 3–1) |             |                    | Sanghaj Nézőszám: 350 Játékvezetők: Balfanbajev (KAZ), Cabral (BRA) |
| 27. mérkőzés 2011. július 23. 12:10 | Cabout, van Belkum 3 | Jegyzőkönyv | Mason, Shieprath 2 | Sanghaj Nézőszám: 350 Játékvezetők: Balfanbajev (KAZ), Cabral (BRA) |

#### Negyeddöntő
| 37. mérkőzés 2011. július 25. 15:20 | Görögország          | 12 – 10     | Hollandia    | Sanghaj Nézőszám: 350 Játékvezetők: Brgulian (MNE), Balfanbajev (KAZ) |
| 37. mérkőzés 2011. július 25. 15:20 | (3–4, 5–1, 2–3, 2–2) |             |              | Sanghaj Nézőszám: 350 Játékvezetők: Brgulian (MNE), Balfanbajev (KAZ) |
| 37. mérkőzés 2011. július 25. 15:20 | Roumpesi 3           | Jegyzőkönyv | van Belkum 3 | Sanghaj Nézőszám: 350 Játékvezetők: Brgulian (MNE), Balfanbajev (KAZ) |

#### Az 5–8. helyért
| 42. mérkőzés 2011. július 27. 15:30 | Hollandia            | 7 – 12      | Ausztrália | Sanghaj Nézőszám: 900 Játékvezetők: Juhász (HUN), Balfanbajev (KAZ) |
| 42. mérkőzés 2011. július 27. 15:30 | (1–4, 2–4, 3–3, 1–1) |             |            | Sanghaj Nézőszám: 900 Játékvezetők: Juhász (HUN), Balfanbajev (KAZ) |
| 42. mérkőzés 2011. július 27. 15:30 | van Belkum 3         | Jegyzőkönyv | Knox 4     | Sanghaj Nézőszám: 900 Játékvezetők: Juhász (HUN), Balfanbajev (KAZ) |

#### A 7. helyért
| 45. mérkőzés 2011. július 29. 09:30 | Kanada               | 7 – 8       | Hollandia       | Sanghaj Nézőszám: 200 Játékvezetők: Koryzna (POL), Pinker (RSA) |
| 45. mérkőzés 2011. július 29. 09:30 | (2–0, 1–3, 3–4, 1–1) |             |                 | Sanghaj Nézőszám: 200 Játékvezetők: Koryzna (POL), Pinker (RSA) |
| 45. mérkőzés 2011. július 29. 09:30 | Csikos 3             | Jegyzőkönyv | három játékos 2 | Sanghaj Nézőszám: 200 Játékvezetők: Koryzna (POL), Pinker (RSA) |